# Parque Estadual do Xingu
Parque Estadual do Xingu é um parque estadual no estado de Mato Grosso, Brasil.

## Localização
O Parque Estadual do Xingu está localizado no município de Santa Cruz do Xingu e possui uma área de 96 288 hectares (240 000 acre(s)s). O parque fica na bacia do rio Xingu e inclui uma seção do rio Xingu que ficava fora do Parque Indígena do Xingu. O parque é importante para ajudar a proteger o Parque Indígena Xingu, de 2 600 000 hectares (6 400 000 acre(s)s), habitado por catorze grupos étnicos, que agora estão cercados por empreendimentos agrícolas.
O parque fica ao sul do Território Indígena Menkragnoti, que fica do outro lado do rio Xingu. Ele fica ao lado do Território Indígena Capoto/Jarina, a oeste. Seu limite ao norte é a fronteira com o estado do Pará. A leste, o riacho Fontourinha define seu limite. O parque fica no bioma Amazônia . 81,87% do parque é coberto por contato com savanas/pioneiros e 18% por contato com savanas/florestas tropicais.

## Conservação
O Parque Estadual do Xingu foi criado pelo decreto 3.585, de 7 de dezembro de 2001, com uma área de cerca de 134 463 hectares. Foi redefinido pela lei 8054, de 29 de dezembro de 2003, assinada pelo governador do estado Blairo Maggi, que reduziu seu tamanho para 95.024 hectares. A redução foi justificada com base em um referendo do povo de Santa Cruz do Xingu por técnicos da Fundação Estadual do Meio Ambiente (FEMA). A fronteira agrícola era limitada pela quantidade de terras protegidas, algumas das quais tinham que ser liberadas para expansão da produção de alimentos.
O conselho consultivo foi estabelecido em 28 de setembro de 2007. Os objetivos são proteger e conservar os vários ecossistemas e impedir ações humanas que ponham em risco o futuro dos muitos grupos indígenas encontrados no parque. A unidade de conservação é apoiada pelo Programa de Áreas Protegidas da Amazônia.